# Hugo Bolker
Hugo Gunnar Bolker, född 15 april 1903 i Värnamo, död där 20 oktober 1984, var en svensk arkitekt.
Bolker, som var son till byggmästare August Andersson och Hulda Pettersson, utexaminerades från Chalmers tekniska institut 1931 och från Kungliga Tekniska högskolan 1932. Han var anställd på olika arkitektkontor 1932–1936, blev biträdande stadsarkitekt i Karlskrona stad 1936, länsarkitektassistent i Mariestad 1938 och var stadsarkitekt i Värnamo stad från 1944 till pensionen 1968. Han ritade bland annat kapell, krematorier, skolor och bostadsområden.